# Hoepli
Hoepli est une maison d'édition italienne fondée en 1870 à Milan par Ulrico Hoepli, un éditeur italien naturalisé suisse.
Spécialisée dans les publications scientifiques, elle est active dans le secteur des manuels techniques et de l’édition scolaire. Elle est présidée par Giovanni Enrico Hoepli, descendant du fondateur.
Le dictionnaire en ligne Hoepli a été choisi comme moteur de recherche préinstallé dans Mozilla Firefox 3.6, en remplacement du dictionnaire italien De Mauro qui n’est plus disponible depuis 2009.

## Histoire
En 1870, Ulrico Hoepli reprend la librairie de Theodor Laengner dans le centre de Milan. L’année suivante, il lance l’activité d’édition à côté de la librairie, en publiant une grammaire française de G. S. Martin. En 1875, il publie le premier des nombreux manuels de sa collection, le Manuale del tintore (Manuel du teinturier) de Lepetit. En 1877, sa politique éditoriale prend un caractère plus scientifique et technique grâce à sa rencontre avec Giuseppe Colombo, théoricien de l’industrialisation lombarde, avec qui il publie le Manuale dell’ingegnere (Manuel de l'ingénieur). 
En 1878, le catalogue dépasse les 2 000 volumes. Il concerne principalement les techniques, les arts et l'artisanat. Au fil du temps, des ouvrages sur des sujets hors de la ligne éditoriale habituelle sont également publiés, comme la parapsychologie ou la chiromancie. À cette production s’ajoutent de nouveaux secteurs tels que celui des livres pour enfants, des collections de classiques de la littérature italienne, des livres de voyage, des revues féminines et pour enfants. À partir de 1881, la bibliothèque s’occupe également du secteur des antiquités. La librairie et la maison d’édition emploient alors trente personnes. 
La maison d’édition connaît un ralentissement de la production pendant la Première Guerre mondiale, mais elle reprend son rôle important de diffusion de la culture technico-scientifique à partir de 1921. À cette époque, Ulrico Hoepli, sans enfants, décide de confier l’entreprise à deux neveux, Carlo Hoepli et Erardo Aeshlimann. Âgé de 88 ans, il meurt en 1935. 
L’arrivée de Carlo Hoepli donne une nouvelle impulsion à la production éditoriale avec la publication de nouveaux auteurs et revues tels que Sapere (Savoir) et Cinema (Cinéma), mais les bombardements de la Seconde Guerre mondiale font d’importants dégâts tant à la librairie, situé via Berchet, qu’à l’entrepôt, diminuant la disponibilité des titres du catalogue de 4 000 à 82. 
En 1945, après la fin de la guerre, Carlo Hoepli reconstruit le catalogue en ajoutant de nouveaux auteurs aux réimpressions des ouvrages historiques, et en 1955 il lance la première publication de l’encyclopédie Hoepli. Le siège actuel est inauguré en 1958. Il est situé 5, via Hoepli, dans le centre de Milan, et héberge la librairie et les bureaux de la maison d'édition,. 
Dans les années 1960, Ulrico Carlo Hoepli, petit-fils de Carlo, prend sa suite. Dans les années 1970, il développe l’édition scolaire. Dans les années 1980 et 1990, le catalogue de la librairie comportait environ 175 000 titres. L’arrivée à la présidence de Giovanni Hoepli, fils d’Ulrico Carlo, oriente de plus en plus le catalogue vers la technique, les manuels, l'édition scolaire et universitaire.